# West Ham (stanice metra v Londýně)
West Ham je přestupní stanice metra v Londýně, otevřená roku 1901. Nachází se v tarifních zónách 2 a 3. Stanici obsluhují tři různé linky metra, DLR a National Rail.
| Rok  | Počet cestujících |
| ---- | ----------------- |
| 2011 | 3,42 mil          |
| 2012 | 3,27 mil          |
| 2013 | 3,40 mil          |
| 2014 | 3,51 mil          |

## Historie
Stanice byla otevřena 1. února 1901 jako součást spojení centra Londýna s jeho východními předměstími. V roce 1902 začala stanici využívat Metropolitan District Railway, předchůdce dnešní District Line. Roku 1924 byla stanice přejmenována na West Ham (Manor Road) a svůj původní název získala zpět až v roce 1969, kdy její vlastnictví přešlo na metro.
V 90. letech 20. století došlo k významné přestavbě spojené s budováním Jubilee line. Byla zrekonstruována nástupiště District Line a Hammersmith & City Line a také byla obnovena nástupiště na hlavní trati z Fenchurch Street. Součástí rekonstrukce byly také úpravy, které učinily stanici bezbariérovou. Provoz Jubilee Line byl zahájen 14. května 1999.
V roce 2012 byla kapacita stanice dočasně zvýšena kvůli olympijským hrám, které se konaly v její blízkosti.

## Linky
Stanici v současnosti obsluhují tři linky metra:
- District Line - od roku 1902 (mezi stanicemi Bromley-by-Bow a Plaistow)
- Hammersmith & City line - od roku 1936 (mezi stanicemi Bromley-by-Bow a Plaistow)
- Jubilee Line - od roku 1999 (mezi stanicemi Canning Town a Stratford)

West Ham je od roku 2011 součástí sítě DLR. Vlaky DLR projíždějí v severojižním směru, stejně jako vlaky Jubilee Line. Od roku 1999 ve stanici zastavují vlaky operátora c2c (spadá pod National Rail), které spojují londýnské nádraží Fenchurch street s východním Londýnem a městy Grays a Southend-on-Sea.